# Alton (hrabstwo Belknap)
Alton – jednostka osadnicza w Stanach Zjednoczonych, w stanie New Hampshire, w hrabstwie Belknap.